# 博胡明
博胡明（捷克語：Bohumín，/ˈboʊhuːmiːn/，捷克語發音：[ˈboɦumiːn] ⓘ）是捷克共和国摩拉维亚-西里西亚州卡爾維納縣一个城镇，地處捷克与波兰邊境。奥德河和奥尔扎河在該城镇北部交匯。此地不少居民擁有波兰血统。第二次世界大战之前，该镇有一个大型德意志人社区。如今，該城鎮擁有捷克共和国最大的罗姆人社区之一。該城鎮於1256年首次被提及。 